# .bl
.bl é o futuro código TLD (ccTLD) que foi criado para ser usado na Saint-Barthélemy, uma antilha francesa, através da decisão da Agencia de manutenção da ISO 3166, dada em 21 de Setembro de 2007, para alocar BL como um código ISO 3166-1 alpha-2 para Saint-Barthélemy.
Essa decisão segue do fato que Saint-Barthélemy ganhou o status de coletividade ultramarina da França desde 15 de Julho e 2007. Atualmente, Saint Barthélemy usa o código TLD de Guadalupe, .gp. e da frança, .fr.